# Cal Gravat (Tona)
Cal Gravat, també anomenat Mas Pàdua o la Casa del Prat, és una masia de Tona (Osona) inclosa a l'Inventari del Patrimoni Arquitectònic de Catalunya.

## Descripció

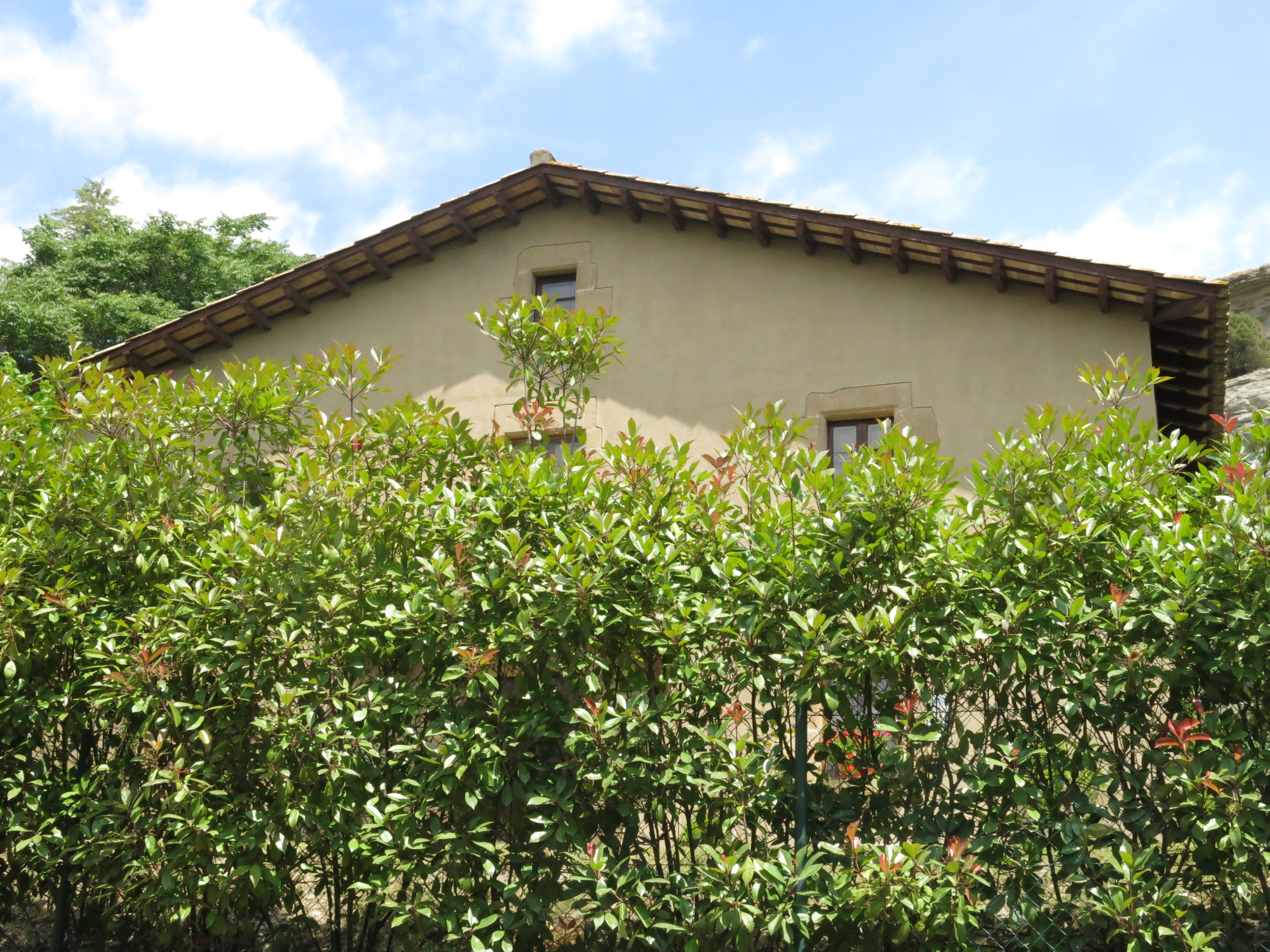
La façana davantera, mig oculta per la vegetació

La masia original seguia la mateixa tipologia que el Barri i Can Postius, de Tona. És de planta rectangular, coberta a doble vessant amb una entrada de testera recta, coberta amb un petita barbacana, sostinguda per bigues de fusta i recoberta amb teula àrab. Hi ha moltes finestres a les diferents façanes, totes de testera recta de grans carreus de pedra i amb ampitadors motllurats. Als anys 90 del segle passat fou restaurada, conservant els trets de l'antiga estructura.

### Inscripcions
Llinda porta principal: JUAN PRAT 1677 amb un sol o una custòdia barroca amb el nom de Jesús al mig de la inscripció, gravat a la pedra.
Llinda de finestra: FA Y PRESTA. TOTS ANYS. A LA UNIVER / SITAT DEL TERMA DE THONA. LO DIT MAS DE PADVA. 6. DINERS DE CENSVS. PAGADO (R)S LO / DIA DE Nª Sª DE AGOST. COM CONSTA / AB ACTE REBUT EN PODER. DEL RNT IOSEPH BLANCH. RECTOR DE LA PNT. / PARROCHIA DE THONA. ALS 10. DE 7 ANY / DE LA NATIVITAT DEL SR. DE 1673.

## Història
Sembla que el lloc que ocupà el mas Pàdua, l'actual Cal Gravat, era l'emplaçament de la carnisseria de Tona. Un dels monopolis tradicionals dels senyors jurisdiccionals era el de la carnisseria, el dret de cobrar un diners per tallar i vendre carn (el "dret de la carnisseria" era semblant a l'atribut que tenien sobre la venta del pa, vi i sal o "drets de la fleca, la taverna o la gabella"). El carnisser de Tona era la persona que havia arrendat el dret de la carnisseria. Més tard, la carnisseria era un edifici de propietat del comú, el conjunt del poble, i aquest l'arrendava a qui oferia més diners. La primera carnisseria que es coneix del terme de Tona es trobava sobre l'església de Lurda o del Barri, més o menys a l'indret de Cal Gravat (documentada el 1674). A partir del segle xvii, ja traslladada la carnisseria, s'edificà el Mas Pàdua (actual Gravat), en els terrenys cedits a Joan Prat per la universitat o Comú de Tona, convertint-se en un mas que tardanament formà part del conjunt del Barri.